# Classe Scorpion
Le due navi corazzate classe Scorpion, La HMS Scorpion e la HMS Wivern, furono navi da battaglia ordinate dalla Marina Confederata nel 1862. Nel 1863 furono sequestrate dai britannici per evitarne la consegna. Questa avrebbe infatti violato il Foreign Enlistment Act, che vietava ai sudditi britannici di costruire o armare qualsiasi nave per stati in guerra con governi amici della Gran Bretagna. La classe Scorpion era composta da navi con alberatura tradizionale e torri girevoli, ognuna delle quali era progettata contenere un paio di cannoni pesanti ad avancarica. Nel 1864 furono comprate dal governo britannico per servire nella Royal Navy e servirono brevemente nella Channel Fleet prima di diventare le navi di guardia ai porti delle Bermuda e di Hong Kong. La Scorpion fu venduta nel 1903 ed affondò mentre era trainata per essere portata al luogo di demolizione, mentre la Wivern fu venduta per essere demolita nel 1922.

## Progetto e descrizione
Nel marzo 1862 il capitano James D. Bulloch, agente della Marina Confederata, firmò un contratto con la Laird & Son Co. per due navi da battaglia bitorretta, progettate per speronare, per un costo di 93 750 £ ad unità, escluse armi e munizioni. Erano state pensate, insieme ad altre unità, per forzare il blocco federale sulle città costiere del Sud e per prendere in ostaggio alcune città del Nord per poter poi chiedere un riscatto.
Le navi avevano una lunghezza tra le perpendicolari di 68,4 m, un baglio massimo di 12,9 m e un'immersione di 5,2 m a pieno carico, dislocando 2795 t. Lo scafo era diviso da 12 paratie stagne e la nave aveva un doppio fondo sotto la sala macchine. L'equipaggio consisteva in 152 tra ufficiali e marinai.
Le torrette dei cannoni, progettate dal capitano Coles della Royal Navy, erano posizionate su piastre circolari girevoli che erano costruite su una piattaforma radiale di ferro con bracci appoggiati su ruote smussate da 457 mm di diametro. Ogni torretta necessitava di 18 uomini per girare attraverso un sistema a cremagliera. Per una rotazione di 360° serviva circa un minuto e potevano essere ruotate sia da dentro che da fuori. In casi d'emergenza la torretta poteva essere ruotata con un paranco o utilizzando un cabestano. Per ridurre l'entrata d'acqua tra la torretta e il ponte fu utilizzato uno strato di cuoio sul fondo della torretta. Come la maggioranza delle navi corazzate dell'epoca fu costruita con un rostro di metallo fucinato.
La nave aveva 1,8 m di bordo libero, che poteva essere aumentato di 1,5 m tramite un'impavesata incernierata a lato delle torrette. In servizio le navi si rivelarono buone piattaforme con una buona tenuta di mare, anche se tendevano a rollare pesantemente e quindi ad avere i ponti spesso bagnati. Il fondo piatto e il piccolo timone causavano però problemi nella navigazione con vento. Per la loro tenuta di mare e i loro potenti cannoni le due navi furono reputate superiori a qualsiasi monitore della US Navy.

### Propulsione
La classe Scorpion aveva due motori a vapore orizzontali ad azione diretta, costruiti da Lairds, che muovevano un'elica singola da 4,3 m a tre pale. I motori ricevevano il vapore grazie a 4 caldaie tubolari che lavoravano alla pressione di 20 psi (138 kPa). I motori producevano un totale di 1080 kW, che davano alla nave una velocità massima di 10,5 nodi. La Wivern raggiunse la velocità massima di 11 nodi durante le prove in mare del 4 ottobre 1865. Le navi trasportavano 341 t di carbone, abbastanza per percorrere 1210 miglia nautiche a 10 nodi. Le navi avevano un armo a brigantino a palo con tre alberi. La Scorpion ebbe sartie convenzionali per tenere l'albero in posizione, ma la Wivern fu la prima nave ad avere alberi a tripode per ridurre l'interferenza con gli angoli di tiro delle torrette. Il fumaiolo era semi-retraibile per ridurre la resistenza al vento durante la navigazione a vela.

### Armamento
Nessun armamento era stato ordinato dai Confederati prima che le navi fossero sequestrate nel 1863, ma quando entrò in servizio i britannici montarono un paio di cannoni da 229 mm ad avancarica a canna rigata in ogni torretta. Il proiettile da 9 pollici (229 mm) pesava 254 libbre (115 kg) mentre il cannone stesso pesava 12 tonnellate. Il cannone sparava il proietto alla velocità alla volata di 430 m/s ed era considerato in grado di penetrare una corazzatura di ferro battuto da 290 mm a 91 m.  Questi cannoni potevano sparare sia colpi tradizionali che proiettili esplosivi. Secondo Parkes per andare dall'alzo minimo a quello massimo s'impiegava un'ora già solo in acque tranquille e senza sbandamento.

### Corazzatura
Le navi della classe Scorpion ebbero una cintura corazzata al galleggiamento in ferro battuto da 114 mm a centro nave, 76 mm a prua e 64 mm a poppa. Copriva completamente lo scafo dal ponte di coperta a 1 m sotto il galleggiamento. La corazzatura delle orrette poligonali era molto elaborata. L'interno della torretta era rivestito con ferro da caldaia spesso 13 mm su cui erano rivettati ferri a T.  Lo spazio tra le travi era riempito da teak spesso 254 mm, coperto poi da una rete di ferro da 19 mm. La rete era poi ricoperta da teak spesso 203 mm. Piastre di ferro da 140 mm erano rivettate sull'esterno, utilizzando rivetti che potessero arrivare fino allo strato più interno. L'area attorno alla canna del cannone era rinforzata da piastre da 114 mm che portavano lo spessore totale a 254 mm. Il cielo della torretta consisteva in ferri a T ricoperti da una lastra da 25 mm. La ventilazione era garantita con fori sul cielo della torretta, utilizzati anche per prendere la mira.

## Costruzione
Nella sua lettera del 29 ottobre 1862 il segretario della Marina Confederata Stephen Mallory chiamò la costruzione 294 North Carolina e la numero 295 Mississippi. Nel gennaio 1863 il Foreign Secretary, Lord Russell, notificò a Bulloch, che aveva comprato le unità a suo nome, che le navi non avrebbero mai preso il mare se queste fossero state costruite per una nazione al momento in guerra contro un alleato britannico. Bulloch trasferì quindi la proprietà ad alcuni banchieri francesi nel giugno 1863, a nome del governo egiziano, con l'intenzione di issare la bandiera confederata non appena fossero state in rotta verso gli Stati Uniti.  Il Khedivato stava cercando di ottenere navi da guerra, quindi la spiegazione era superficialmente plausibile. La North Carolina, in seguito HMS Scorpion, ricevette il nome di El Toussan e la Mississippi, in seguito HMS Wivern, ricevette il nome di El Monnassir. Lord Russel, mosso dalle proteste dell'ambasciatore statunitense Charles F. Adams, chiese al governo egiziano direttamente, confermando che utto era stato solamente un sotterfugio per nascondere il compratore delle navi. L'ammiragliato mandò la HMS Majestic a fare la guardia alla da poco varata El Toussan dopo che Lairds chiese di poter svolgere le prove in mare in settembre. La dogana di Liverpool fu istruita di non lasciar salpare la nave per nessun motivo e sempre la dogana il 9 ottobre confiscò la nave.
La legalità della confisca fu seriamente dibattuta, ma il governo britannico era già imbarazzato dell'attività dell'Alabama, una nave anch'essa costruita da Laird Son & Co e operante come nave corsara della marina confederata. Per terminare le discussioni a proposito della legalità dell'azione, l'8 agosto 1864 il governo britannico comprò le due navi per 25 000 £ in più del prezzo di contratto.
| Ship         | Builder                     | Laid down   | Launched       | Commissioned      | Fate                                           | Cost      |
| ------------ | --------------------------- | ----------- | -------------- | ----------------- | ---------------------------------------------- | --------- |
| HMS Scorpion | Laird & Son Co., Birkenhead | Aprile 1862 | 4 luglio 1863  | Luglio 1865       | Venduta nel febbraio 1903, affondata al traino | 111 614 £ |
| HMS Wivern   | Laird & Son Co., Birkenhead | Aprile 1862 | 29 agosto 1863 | 28 settembre 1865 | Venduta nel giugno 1922                        | 118 769 £ |

## Servizio
All'entrata in servizio, nel 1865, entrambe le navi furono assegnate alla Channel Fleet.
La Scorpion fu raddobbata nel 1867 con l'aggiunta di un ponte soprelevato che collegava il castello di prua con la poppa, passando sopra alle torrette, e il suo armo velico fu ridotto alle sole vele auriche. La nave rientrò in servizio nel 1868 per servire nuovamente con la Channel Fleet. Arrivò alle Bermuda nel novembre 1869 e lì divenne la nave di guardia della base britannica. Nel 1873 fu proposto di rimuovere i suoi castelli di prua e poppa, alberi e dispositivi in coperta per farla diventare un monitore con possibilità di fare fuoco a 360°, ma l'idea fu giudicata troppo costosa e il progetto fu abbandonato nel 1878. Ad un certo punto del suo servizio nelle Bermuda tutto il sartiame fu rimosso dagli alberi, lasciando la nave con un'alberatura autoportante. Nel 1890 la nave vide l'aggiunta di proiettori da ricerca e cannoni a tiro rapido. La Scorpion fu affondata come bersaglio nel 1901. Fu fatta nuovamente galleggiare nel 1902 e venduta nel febbraio dell'anno seguente per 736 £. Affondò mentre era al traino per raggiungere Boston, nel Massachusetts.
Nel 1867 sulla Wivern avvenne l'esplosione di uno dei cannoni da 229 mm, ma nessuna delle 13 persone che erano nella torretta rimase ferita. Nell'agosto 1868, presso l'arsenale di Devonport, ricevette lo stesso ammodernamento della gemella. La nave fu l'unità di guardia presso Hull dal gennaio all'ottobre 1870 e fu poi posta in riserva fino al 1880, anno in cui fu mandata ad Hong Kong, sempre per servire come nave di guardia al porto. Nel 1898 la Wivern divenne una nave per distillare l'acqua di mare. L'acqua distillata era utilizzata per rifornire le caldaie delle altre navi della flotta, che, pur avendo circuiti chiusi, avevano comunque perdite. Nel maggio 1922 fu venduta per essere demolita.